# 奥特维施
奥特维施（德語：Otterwisch）是德国萨克森州的市镇，隶属于莱比锡县。总面积为22.76平方千米，截至2023年12月31日总人口为1,374人。